# Col du Tourmalet
El Col du Tourmalet, o simplemente Tourmalet, es un paso montañoso localizado en el centro de los Pirineos franceses. Tiene una altitud de 2115 metros sobre el nivel del mar.
El puerto de montaña permanece cerrado durante la temporada invernal, tiempo en el que forma parte del dominio esquiable de la estación de esquí de La Mongie, situada en la parte este del mismo. El puerto no tuvo carretera hasta que en 1846 Napoleón III ordenó la construcción de una ruta termal.
El Tourmalet es especialmente conocido por su relación con el Tour de Francia ya que desde que se subió por primera vez en 1910 se ha convertido en uno de sus puertos más famosos por su dureza e historia.

## Etimología
El nombre Tourmalet viene a significar 'camino de mal retorno', lo que, teniendo en cuenta su trazado, es toda una premonición para quien no lo conoce.

## Altimetría
La altimetría de este puerto (desde la vertiente de  Campan) se puede observar en el siguiente gráfico:

## Ciclismo
El Tourmalet es quizás el puerto de montaña más famoso que se sube en el Tour de Francia. Desde su estreno en 1910 el Tourmalet es el paso de montaña que más veces ha incluido en su recorrido el Tour con un total de 88 veces. La Vuelta a España también ha cruzado este paso varias veces.

### Historia

#### Descubrimiento para el ciclismo

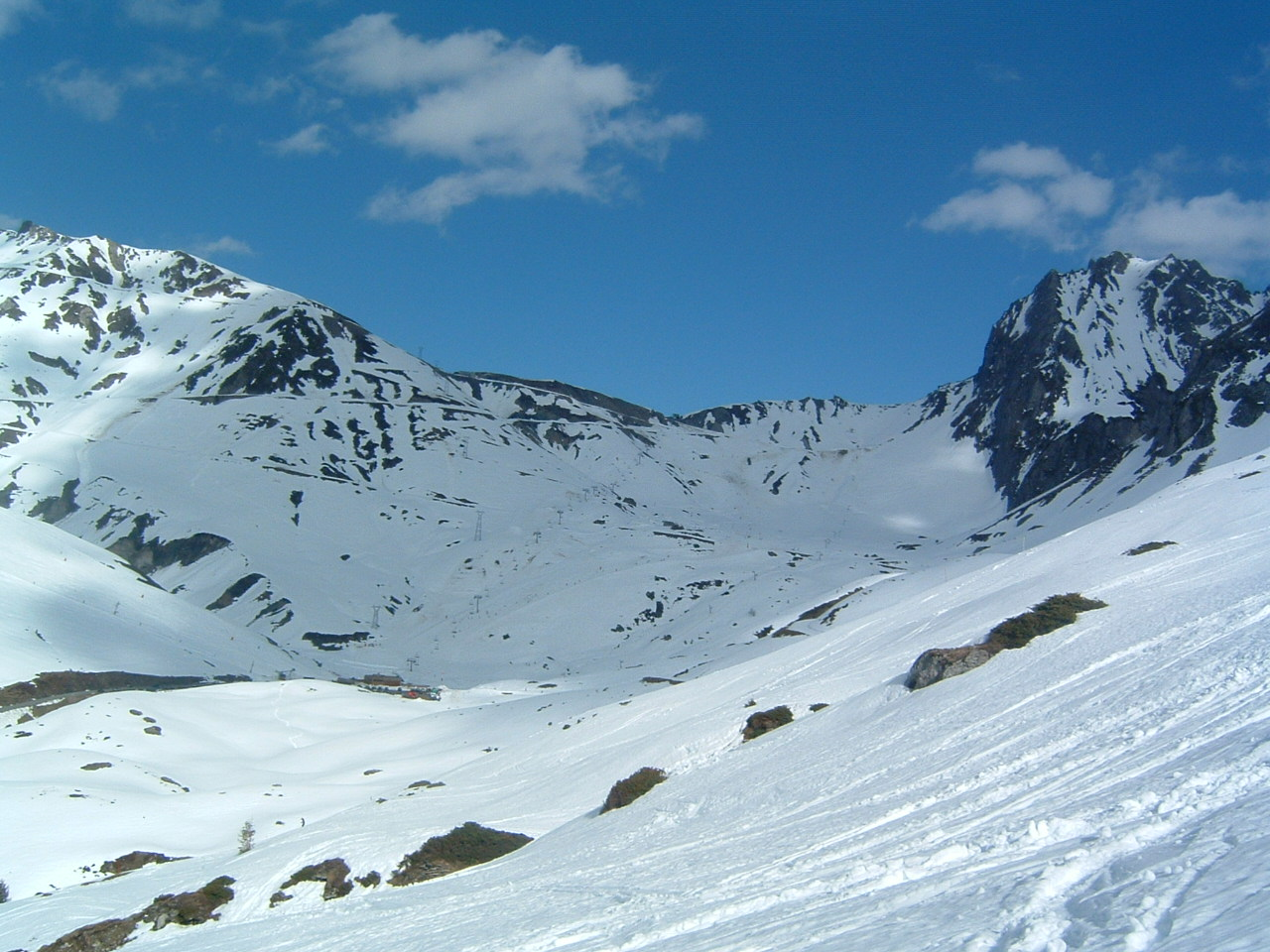
Puerto del Tourmalet en invierno.

Alphonse Steinés, uno de los artífices de la Grande Boucle, viajó desde París a los Pirineos por orden de Henri Desgrange, patrón de la carrera, con la misión de descubrir un reto para la edición de 1910 (la 7.ª edición). En una época en la que la ronda francesa apenas incluía en su recorrido dificultades montañosas, Desgrange temía no obstante que la cordillera pirenaica fuera excesivamente dura para los ciclistas.
Steinés llegó al Tourmalet una mañana de invierno con coche y chófer. Tras realizar gran parte de la ascensión, el chófer tuvo que parar el coche a 4 kilómetros de la cima debido a la abundante nieve. Con la noche ya próxima, Steinés se bajó del coche y emprendió a pie el camino hasta la cumbre, apareciendo medio día después casi congelado en el pueblo de Barèges, tras haber logrado llegar a la cima. Steinés, antes de calentarse y cambiarse de ropa, se dirigió a la oficina de telégrafos del municipio para enviar a Desgrange el siguiente mensaje:
Atravesado Tourmalet. Muy buena ruta. Perfectamente practicable.
La mentira de Steinés, cuyo mensaje de siete palabras pasaría a la posteridad, convenció a Desgranges, quien aprobó la inclusión del Tourmalet en el recorrido del Tour de ese mismo año, lo que supuso el estreno de los Pirineos y de este mítico puerto en la ronda gala.

#### Primeras ascensiones
El primer ciclista en coronar su cumbre fue Octave Lapize, quien llegaría con el maillot amarillo a París, ganando el Tour de ese año.
En 1913, Eugène Christophe rompió la horquilla de su bicicleta en el Tourmalet y tuvo que repararla él mismo en una forja en Sainte-Marie-de-Campan para poder continuar la carrera.

#### Consolidación

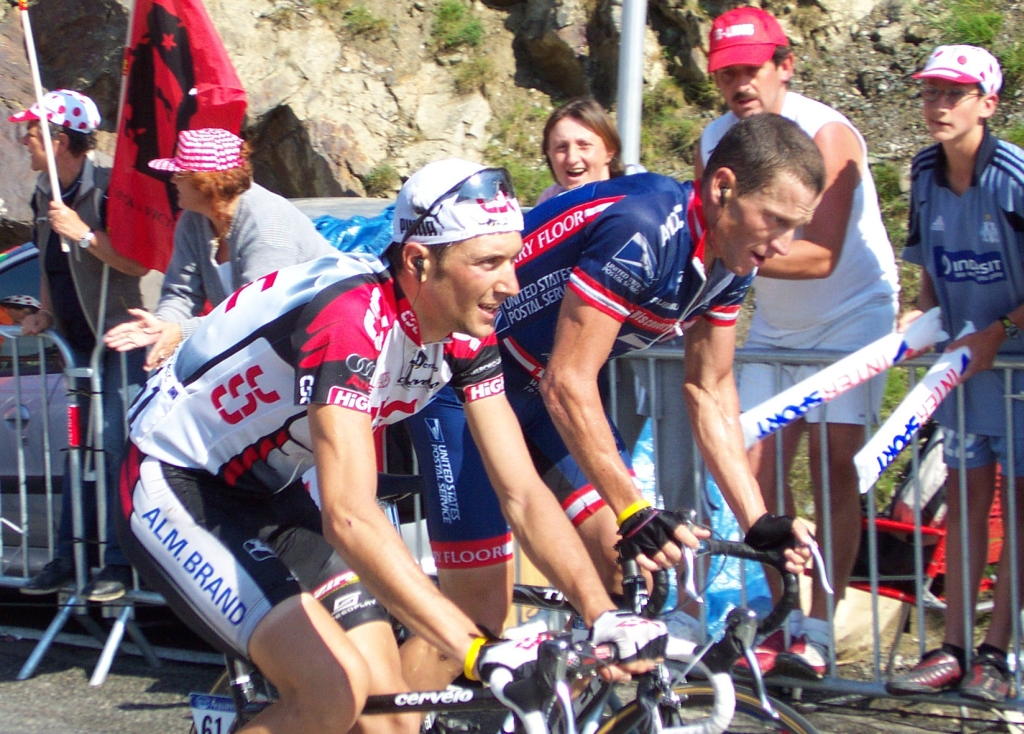
Lance Armstrong e Ivan Basso, en la ascensión de 2004 a La Mongie.

Desde el Tour de 1947 la carrera ha cruzado el puerto en 62 ocasiones, incluyendo tres finales de etapa en la cumbre, en 1974, 2010 y 2019. También se han producido tres finales en La Mongie (la estación de esquí situada a mitad de la ascensión).
Desde la edición de 1980 es considerado "hors categorie", o "categoría especial", en términos de dificultad.

#### Homenaje del Centenario
En 2010 el Tour de Francia homenajeó al Tourmalet en el centenario de su descubrimiento para el ciclismo. Se pasó en dos jornadas por la cima, la segunda de ellas como final de la 17.ª etapa. Ésta tuvo como vencedor a Andy Schleck, que llegó junto a Alberto Contador.

#### Pasos en el Tour de Francia
Lista de los pasos del Tour de Francia con los ciclistas que pasaron en cabeza. De todas las ascensiones, solamente ha sido final de etapa en 3 ocasiones (1974, 2010 y 2019):
| - 1910: Octave Lapize - 1911: Paul Duboc - 1912: Odile Defraye - 1913: Philippe Thys - 1914: Firmin Lambot - 1919: Honoré Barthélémy - 1920: Firmin Lambot - 1921: Hector Heusghem - 1923: Robert Jacquinot - 1924: Ottavio Bottecchia - 1925: Omer Huyse - 1926: Odiel Taillieu - 1927: Nicolas Frantz - 1928: Camille Van de Casteele - 1929: Victor Fontan - 1930: Benoit Faure - 1931: Jef Demuysere - 1932: Benoit Faure - 1933: Vicente Trueba - 1934: René Vietto - 1935: Sylvère Maes - 1936: Sylvère Maes - 1937: Julián Berrendero - 1938: Gino Bartali - 1939: Edward Vissers - 1947: Jean Robic - 1948: Jean Robic - 1949: Fausto Coppi - 1950: Kléber Piot - 1951: Jean Diederich - 1952: Fausto Coppi - 1953: Jean Robic | - 1954: Federico Bahamontes - 1955: Miguel Poblet - 1957: José da Silva - 1959: Armand Desmet - 1960: Kurt Gimmi - 1961: Marcel Queheille - 1962: Federico Bahamontes - 1963: Federico Bahamontes y Raymond Poulidor - 1964: Julio Jiménez y Federico Bahamontes - 1965: Julio Jiménez - 1967: Julio Jiménez - 1968: Jean Pierre Ducasse - 1969: Eddy Merckx - 1970: Andrés Gandarias - 1971: Lucien Van Impe - 1972: Roger Swerts - 1973: Bernard Thévenet - 1974: Jean-Pierre Danguillaume - 1974 (2): Gonzalo Aja - 1975: Lucien Van Impe - 1976: Francisco Galdós - 1977: Lucien Van Impe - 1978: Michel Pollentier - 1980: Raymond Martin - 1983: José Patrocinio Jiménez - 1985: Peio Ruiz Cabestany - 1986: Dominique Arnaud - 1988: Laudelino Cubino - 1989: Robert Millar - 1990: Miguel Ángel Martínez Torres | - 1991: Claudio Chiappucci - 1993: Tony Rominger - 1994: Richard Virenque - 1995: Richard Virenque - 1997: Javier Pascual Rodríguez - 1998: Alberto Elli - 1999: Alberto Elli - 2001: Sven Montgomery - 2003: Sylvain Chavanel - 2006: David de la Fuente - 2008: Rémy Di Gregorio - 2009: Franco Pellizotti - 2010: Christophe Moreau - 2010 (2): Andy Schleck - 2011: Jérémy Roy - 2012: Thomas Voeckler - 2014: Blel Kadri - 2015: Rafał Majka - 2016: Thibaut Pinot - 2018: Julian Alaphilippe - 2019: Thibaut Pinot - 2021: Pierre Latour - 2023: Tobias Johannessen - 2024: Oier Lazkano - 2025: Lenny Martinez |  |

#### Pasos en el Tour de Francia por países
| País        | Total | Último corredor                 |
| ----------- | ----- | ------------------------------- |
| Francia     | 31    | Lenny Martinez en 2025          |
| Bélgica     | 20    | Michel Pollentier en 1978       |
| España      | 19    | Oier Lazkano en 2024            |
| Italia      | 8 7   | Alberto Elli en 1999            |
| Suiza       | 3     | Sven Montgomery en 2001         |
| Luxemburgo  | 3     | Andy Schleck en 2010            |
| Portugal    | 1     | José da Silva en 1957           |
| Colombia    | 1     | José Patrocinio Jiménez en 1983 |
| Reino Unido | 1     | Robert Millar en 1989           |
| Polonia     | 1     | Rafał Majka en 2015             |
| Noruega     | 1     | Tobias Johannessen en 2023      |

#### Pasos en el Tour de Francia femenino
En la segunda edición del Tour de Francia Femenino en 2023, la neerlandesa Demi Vollering consiguió la victoria de la penúltima etapa en lo alto del Tourmalet y obtuvo el maillot amarillo, que a la postre conservó hasta lograr la victoria en la clasificación final 
| - 2023: Demi Vollering |

#### Pasos en la Vuelta a España
Solamente se ha ascendido en tres ocasiones durante la disputa de una Vuelta a España y fueron en 1992 como puerto de paso en la 9.ª etapa, en 1995 como puerto de paso en la 17.ª etapa y como el final de la 13.ª etapa de la edición de 2023:
| - 1992: Laudelino Cubino - 1995: Richard Virenque - 2023: Jonas Vingegaard |

### Monumentos

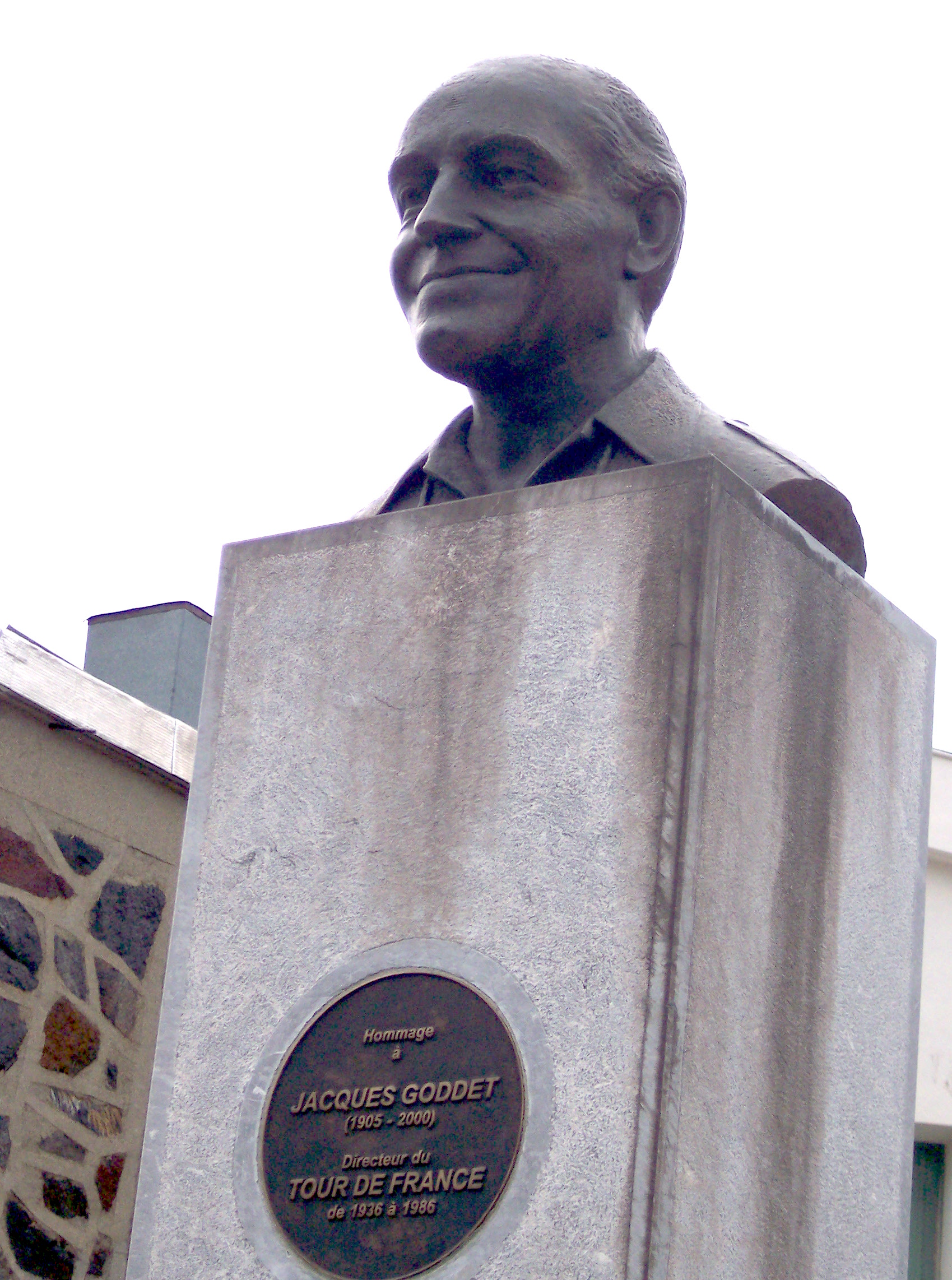
Memorial Jacques Goddet.

En la parte superior del Tourmalet se encuentra un monolito homenaje a Jacques Goddet, director del Tour de Francia de 1936 a 1987, y una gran estatua de Octave Lapize como pionero de su ascensión en el Tour.